# Immobilier de prestige
 (janvier 2022).
 (janvier 2022).
L’immobilier de prestige ou immobilier de luxe, voire également immobilier haut de gamme, sont les appellations courantes pour désigner le marché immobilier relatif à l'achat, la vente et la location de biens immobiliers de prestige tels qu’un appartement, hôtel particulier, villa, château, manoir etc.
La notion de prestige est changeante et prend en compte le déplacement des pôles économiques, le désir des acquéreurs d’obtenir plus d’intimité ou encore les préoccupations environnementales.
Les acteurs principaux de ce secteur sont Barnes International, Sotheby’s, Engel & Volkers, et Coldwell Banker.
Plusieurs critères définissent la qualité d’un bien immobilier de prestige, sa rareté, son prix notamment.